# Trämålning
Trämålning är en teaterpjäs i en akt av Ingmar Bergman från år 1954.

## Om pjäsen
Under sin tid som dramachef och regissör på Malmö stadsteater på 1950-talet undervisade Bergman teatergruppen i skådespeleri. Han letade efter en kort pjäs med ungefär lika stora roller som en övning där de tio elevernas talanger skulle komma till sin fulla rätt, men kunde inte hitta någon. Han bad då skådespelarna att föreslå vilka roller de skulle vilja spela. Han skrev sedan snabbt flera sidor med monologer baserade på deras val, vilket blev det korta skådespelet Trämålning. Pjäsen var inspirerad av väggmålningen Döden spelar schack i Täby kyrka, som utfördes av Albertus Pictors verkstad omkring 1480.
Bergman överförde en del av målningarnas mustiga personage till skådespelet, som likt en medeltida moralitet handlar om en grupp medeltidsmänniskor, som lever i ständig rädsla för den härjande pesten. Berättaren inleder med: "I en kyrka i södra Småland finns vårt skådespel målat på väggen strax till höger om ingången till vapenhuset. Den okände målaren har på kyrkväggen skildrat en rad personer i högtidlig långdans mot döden." En riddare återvänder hem med sin väpnare Jöns efter ett tioårigt korståg till Heliga landet och finner ett land lamslaget av Digerdöden, en nyligen bränd häxa, en smed och hans förlupna hustru, en skådespelare, en jungfru Maria med sitt barn och riddarens trofasta hustru. Alla nalkas de dödsriket i en enda "dödens tragikomiska långdans".

## Produktioner
Pjäsen skrevs som ett övningsstycke för stadsteaterns teaterelever men sattes sedan upp i Bergmans regi, först på Radioteatern hösten 1954 – och utgavs i samlingsboken Svenska Radiopjäser 1954 – , sedan på Malmö stadsteaters scen Intiman våren 1955. Bengt Ekerot spelade rollen som Riddaren i radioversionen och regisserade sedan själv pjäsen på Dramatens Lilla scen hösten 1955. År 1963 gjordes en produktion för TV-teatern i regi av Bergmans förre regiassistent i Malmö, Lennart Olsson.
Trämålning blev underlag för Bergmans uppmärksammade långfilm med flera av aktörerna från teaterproduktionerna, Det sjunde inseglet (1957).

## Roller och medverkande i Radio/Malmö/Dramaten/TV
- Flickan – Nine Christine Jönsson / Gunnel Lindblom / Gunilla Sundberg / Marianne Wesén
- Jöns – Gunnar Björnstrand (även Malmöteatern) / Claes-Håkan Westergren / Olof Bergström
- Riddaren – Bengt Ekerot / Oscar Ljung (även TV) / Lars Lind
- Häxan – Eva Dahlbeck / Nine Christine Jönsson / Berit Lindjo / Ulla Akselson
- Smeden – Jan Erik Lindqvist / Åke Fridell / Björn Gustafson / Åke Lindström
- Maria – Jane Friedmann / Berit Gustafsson / Mona Malm / Marianne Hedengrahn
- Aktören – Gunnar Sjöberg / Rune Turesson / Sven-Erik Weilar / Georg Årlin
- Lisa – Ulla Sjöblom / Birgitta Hellerstedt / Bibi Andersson / Gudrun Brost
- Karin – Birgitta Hellerstedt / Naima Wifstrand / Gun Jönsson / Margareta Bergfelt
- Berättaren (Döden) –  ?  / Folke Sundquist (även TV) / Elisabet Liljenroth